# Пољопривредни сајам у Новом Саду
Пољопривредни сајам је међународна манифестација о пољопривреди и сточарству, почев од 1934. године одржава на Новосадском сајму у Новом Саду.

## О пољопривредном сајму
Новосадски сајам, сваког маја месеца, окупља све значајне актере агробизниса и представнике привредних грана које се наслањају на пољопривреду, у овом делу Европе, као и у свету. На највећој и најзначајнијој смотри аграра у централној и југоисточној Европи, истовремено се презентују најновија техничка и технолошка достигнућа у аграру, примена науке у пољопривреди, изложбе органске хране, као и оне са ознакама географског порекла, богатство домаћег генофонда, најсавременија пољопривредна механизација, производи и услуге из најудаљенијих крајева света.

### Начини презентовања
Најактуелније теме из области аграра, обрађују се кроз стручне скупове, округле столове, едукације и презентације, са посебним освртом на унапређење знања и примере добре праксе. Пословна окупљања, подразумевају и сустрете са привредним, научним и политичким делегацијама, али и директне састанке привредника из целог света на Међународним пословним сусретима АгроБ2Б.

## Пратећи програми
На сајму се одвија и пратећи програм у виду разне врсте забава
- Такмичење у препонском јахању
- Такмичење у вожњи запрега
- Ревија фијакера и промоција деце возача
- Пролећни фестивал вина
- Поклон-игра за посетиоце
- Породични дан
- Изложба ситних животиња
- Агрополигон
- Дан сточара са свечаним дефилеом награђених грла стоке
- Вече шампиона

## Међународни пољопривредни сајам 2019
Пољопривредни сајам је маја 2019. године одржан 86. пут и на њему је наступило 1.518 фирми, институција и организација које су дошле из 32 земље, а донети су производе и услуге из 61 државе. Први пут у оквиру Националне изложбе стоке представљена је Изложба генетских потенцијала у оквиру су представљене аутохтоне расе, неопходне за одржање биодиверзитета. Први пут је организован и Дан воћара. Организована јр Изложба хране и Национална изложба стоке уз подршку Министарства пољопривреде, шумарства и водопривреде, ресорног Покрајинског секератријата и Града Новог Сада, а Изложба пољопривредне механизације је изложена на 35.000 метара квадратних.